# Langzungenflughunde
Die Langzungenflughunde (Macroglossini) sind eine Gattungsgruppe aus der Familie der Flughunde (Pteropodidae). Die knapp 15 Arten zählen zu den kleinsten Flughundarten und haben sich auf Nektar und Pollen als Nahrung spezialisiert.

## Verbreitung
Langzungenflughunde sind in Süd- und Südostasien (von Indien bis Indonesien), Neuguinea, im nördlichen und östlichen Australien sowie auf einigen Inselgruppen im westlichen Pazifik (Salomonen, Vanuatu, Fidschi und Neukaledonien) verbreitet. 

## Beschreibung
Die Zunge dieser Tiere ist schlank und weit herausstreckbar, sie ist bürstenartig geformt, um den Nektar und die Pollen aufnehmen zu können. Die Schnauze ist langgezogen, wie bei allen Flughunden sind die Augen gut entwickelt. Die Backenzähne sind sehr klein und ragen kaum aus dem Zahnfleisch, die Eckzähne sind nadelförmig und stark gebogen. Im Gegensatz zu den anderen Flughunden fehlt bei den meisten Langzungenflughunden die Kralle der zweiten Finger. Das Fell dieser Tiere ist meist bräunlich, manchmal auch schwärzlich gefärbt. Die Kopfrumpflänge liegt zwischen 5 und 13 Zentimetern, die Oberarmlänge zwischen 3,5 und 9 Zentimetern; das Gewicht dieser Tiere beträgt zwischen 11 und 82 Gramm.

## Lebensweise
Langzungenflughunde bewohnen Mangrovengebiete, sowie Regen- und andere Wälder bis knapp 3000 Meter Seehöhe, manchmal finden sie sich auch auf Obstplantagen. Sie sind wie die meisten Flughunde nachtaktiv. Bis auf die Höhlen-Langzungenflughunde (Eonycteris), die in Gruppen zusammenleben und vorwiegend in Höhlen schlafen, sind diese Tiere Einzelgänger, die auf Bäumen ruhen. Wie schon erwähnt, besteht die Nahrung dieser Tiere fast ausschließlich aus Pollen und Nektar, dabei spielen sie eine wichtige Rolle bei der Bestäubung mancher Pflanzenarten. Die Paarung kann vermutlich bei den meisten Arten das ganze Jahr über erfolgen, die Tragzeit beträgt rund vier bis sechs Monate, nach rund zwei bis drei Monaten wird das Jungtier entwöhnt, gleichzeitig oder kurz danach können Weibchen wieder trächtig werden.

## Die Gattungen

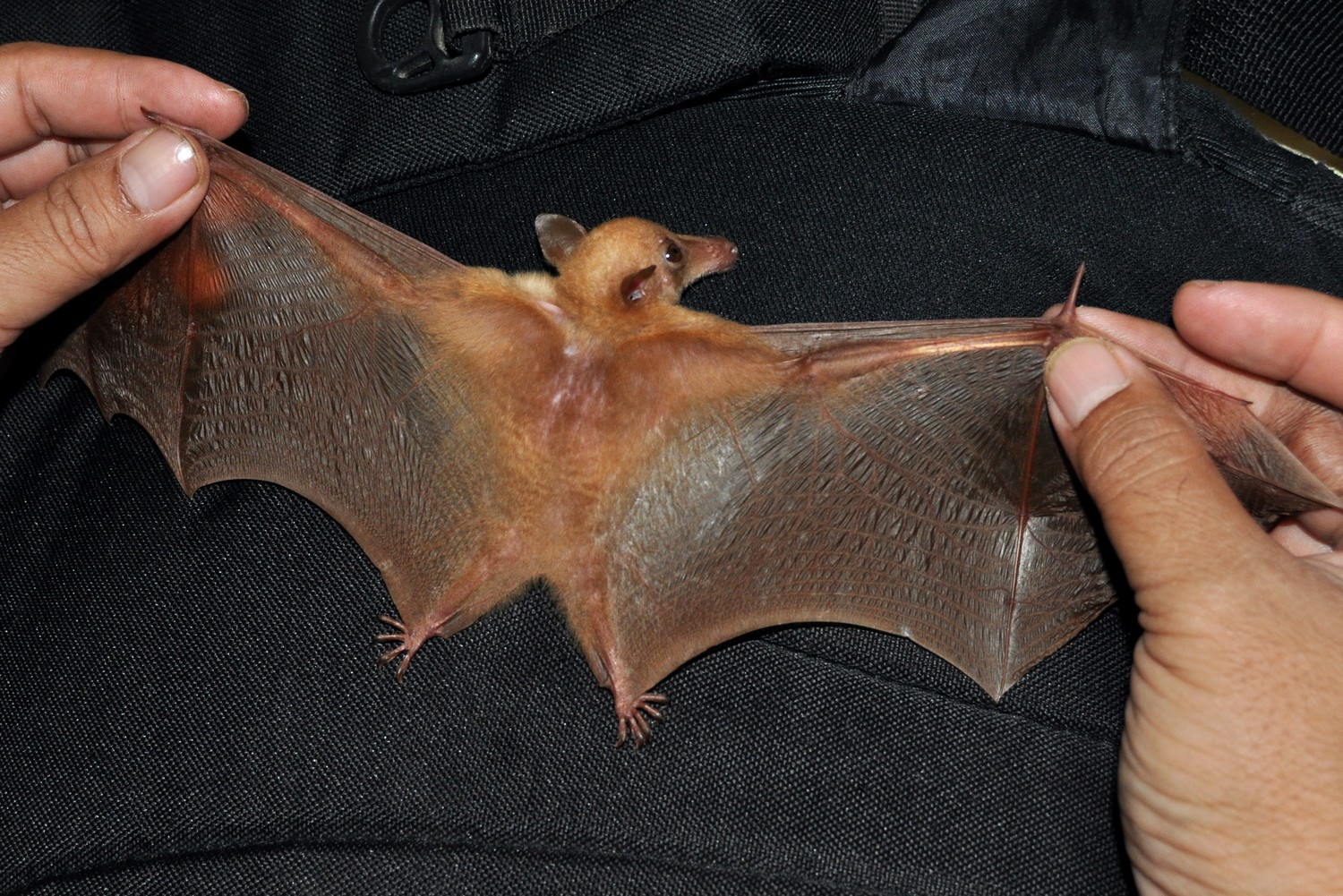
Macroglossus sobrinus

Es werden fünf Gattungen mit (je nach Zählweise) elf bis 15 Arten unterschieden. Woermanns Langzungen-Flughund (Megaloglossus woermanni) ist trotz seiner Ähnlichkeiten im Körperbau und in der Ernährungsweise nach jüngeren Untersuchungen nicht mit dieser Gruppe, sondern mit den Halskrausenflughunden (Myonycteris) verwandt und hat sich lediglich konvergent entwickelt.
- Die Höhlen-Langzungenflughunde (Eonycteris) umfassen je nach Autor zwei bis vier Arten, die von Indien bis zu den Philippinen und den Molukken verbreitet sind. Die Männchen haben am Nacken eine Haarkrause, während Weibchen an dieser Stelle fast unbehaart sind. Sie sind vorwiegend Höhlenbewohner und leben in Gruppen zusammen.
- Die Gattung Macroglossus ist von Indien bis zu den Salomonen verbreitet. Zu ihr werden zwei Arten gezählt, der Zwerg-Langzungenflughund (M. minimus), der kleinste Vertreter dieser Gruppe sowie einer der kleinsten Flughunde überhaupt und M. sobrinus.
- Die drei Arten der Gattung Syconycteris haben ein rotbraunes oder graubraunes Fell. S. australis ist auf den Molukken, in Neuguinea und Ostaustralien verbreitet, S. carolinae lebt nur auf Halmahera und angrenzenden Inseln und S. hobbit, dessen Artepitheton von dem von J. R. R. Tolkien kreierten Volk stammt, kommt im westlichen Neuguinea vor.
- Die Gattung Melonycteris umfasst je nach Zählweise drei bis vier Arten, die nur im Bismarck-Archipel und auf den Salomonen leben.
- Die Gattung Notopteris besteht aus zwei Arten, dem Notopteris neocaledonica und dem  Langschwanzflughund (Notopteris macdonaldi), die als einziger Vertreter der Flughunde überhaupt einen langen Schwanz haben. Sie sind auf Vanuatu, Fidschi und Neukaledonien verbreitet.

## Systematik
Traditionell wurden die Langzungenflughunde als eine der beiden Unterfamilien (Macroglossinae) der Flughunde betrachtet, die allen anderen Flughundarten (Pteropodinae) gegenübergestellt wurde. Nach jüngeren phylogenetischen Untersuchungen ist diese Einteilung nicht aufrechtzuerhalten, die Eigentlichen Flughunde (Pteropodini) sind beispielsweise näher mit ihnen als mit den Röhrennasenflughunden  verwandt. Siehe dazu auch Systematik der Flughunde.

## Anmerkung
Die Tribus Macroglossini existiert in der aktuellen Flughundsystematik nicht mehr. Stattdessen gibt es eine Unterfamilie mit der Bezeichnung Macroglossusinae und den Gattungen Macroglossus und Syconycteris. Die Gattungsgruppe der Langzungenflughunde ist damit obsolet.